# Brita Lönnberg-Elander
Brita Margareta Lönnberg-Elander, född 14 januari 1913 i Göteborgs Vasa församling, död 11 april 2007 i Göteborgs Annedals församling, var en svensk målare.
Hon var huvudsakligen verksam som landskapsmålare och hämtade oftast sina motiv från Bohuslän och Västsverige. Tillsammans med Brita Nordencreutz och Tage Jonsson ställde hon ut på Galleri Brinken i Stockholm och hon medverkade i ett flertal samlingsutställningar.